# Диктатор Стародавнього Риму
Диктатор в Стародавньому Римі — надзвичайна посадова особа (магістрат) в період Республіки (V — друга половина I ст. до н. е.), призначалися консулами за рішенням сенату максимум на 6 місяців за крайньої небезпеки (внутрішніх негараздів, воєнної небезпеки тощо), коли визнавалося за необхідне передати владу в руки однієї особи.

## Історична довідка
Процедура призначення диктатора полягала в наступному: сенат виносив так званий «надзвичайний сенатусконсульт (постанова)», яка полягала у формулі: «Нехай консули вживуть заходів, щоб держава не зазнала збитку». Після цього консули називали ім'я диктатора і негайно розпускали своїх лікторів, які всі переходили до диктатора (диктатору належало 24 ліктори, тоді як консулам — по 12); таким чином вони виявлялися перед диктатором пересічними громадянами і він мав над ними право життя і смерті, як і над всіма громадянами, окрім народних трибунів. Після призначення диктатор вибирав собі помічника — «начальника кінноти» (лат. magister equitum).
Диктатор володів всією повнотою державної влади. При призначенні диктатора до його титулу завжди додавалася причина його обрання (наприклад, диктатор, що обирався на випадок військової небезпеки, — Dictator rei gerundae causa, тобто диктатор для ведення війни). Диктатор не міг бути притягнений до відповідальності після закінчення терміну своїх повноважень за будь-які вчинені ним дії.
На вирок диктатора до IV століття до н. е. не можна було подати апеляцію народному зібранню (коміції).
Зазвичай диктаторові підкорялися всі посадовці, включаючи консулів.
Спочатку на посаду диктатора могли призначатися тільки патриції, але з 356 до н. е.. — також і плебеї. Іноді диктатор обирався для виконання якого-небудь одного доручення, наприклад, «диктатор для забиття цвяха» (релігійний ритуал під час свята).
У період пізньої республіки, при Суллі та Цезарі, призначали диктаторами без обмеження терміну (dictator perpetuus), посада диктатора набула монархічного характеру.
Посада диктатора була скасована в 44 до н. е. Марком Антонієм.

## Причини призначення диктаторів (causa)
- Rei gerundae causa — для ведення війни;
- Clavi figendi causa — для забивання цвяха в храмі Юпітера;
- Quaestionibus exercendis — для проведення судових процесів;
- Seditionis sedandae causa — для придушення заколоту;
- Ludorum faciendorum causa — для проведення громадських ігор;
- Feriarum constituendarum causa — для проведення громадських ігор;
- Comitiorum habendorum causa — для проведення коміцій;
- Legendo senatui — для поповнення сенату;
- Legibus faciendis et rei publicae constituendae causa — для проведення законів і для приведення республіки в порядок.